# L'Oréal
L'Oreal S.A., francuska kozmetička tvrtka na svijetu sa sjedištem u Parizu. Zapošljava oko 90 000 ljudi[nedostaje izvor] te posjeduje kozmetičke marke bojila za kosu Garnier, šminke Maybelline, parfema Lancôme, krema Vichy i dr.
Tvrtku je 1909. osnovao francuski kemičar njemačkog podrijetla Eugène Schueller prilikom razvoja formule za bojilo za kosu nazvano 0réale, koje je prodavao pariškim frizerima. Tvrtku je prijavio tek deset godina nakon osnivanja. Dok je 1920. L'Oreal zapošljavao trojicu kemičara, 1984. taj je broj narastao na tisuću zaposlenika. Vremenom je L'Oreal prerastao u međunarodno priznatu kozmetičku marku, s razvojnim i istraživačkim centrima u Francuskoj, New Jerseyiju, Kawasakiju, Šangaju i Indiji.
L'Oreal ima podružnice u New Yorku, Montrealu, Melbourneu, Kopenhagenu i Düsseldorfu.
Švicarski Nestlé u posjedu je 23% L'Orealovih dionica.[nedostaje izvor]
Tvrtka se redovito nalazi na Popisu 500 najvećih tvtrki svijeta »Global 500« časopisa Fortune.
L'Oreal je pokretač i pokrovitelj UNESCO-ove Nagrade za žene u znanosti, kao i brojnih drugih UNESCO-ovih projekata.

## Vanjske poveznice
- Službene stranice L'Oreala